# Interval spolehlivosti

Intervaly spolehlivosti na hladině 95 % pro 100 výběrů o rozsahu 30 z normálně rozděleného souboru se střední hodnotou 5. Z nich 94 intervaly obsahují správnou střední hodnotu μ = 5, zatímco zbylých 6 intervalů nikoli.

Interval spolehlivosti neboli konfidenční interval je ve statistice typ intervalového odhadu neznámého parametru. Pro jeho stanovení je potřeba předem určit konfidenční hladinu (nejčastěji se používá 95 %, což je doplněk běžně používané hladiny spolehlivosti 5 % do sta procent). Konfidenční intervaly se poté stanovují tak, aby očekávaný podíl těch nezávisle stanovených intervalů, ve kterých se vyskytuje skutečná hodnota parametru, byl roven konfidenční hladině. V praxi se přitom využívá odhad standardní chyby sledovaného ukazatele.
Používáme-li konfidenční hladinu 95 %, znamená to, že změříme-li 100 nezávislých datových souborů, na nichž odhadujeme neznámý parametr intervalem spolehlivosti, tak zhruba 95 intervalů bude hledaný parametr obsahovat a zhruba pět nikoli (viz obrázek). To se někdy vyjadřuje zjednodušeným tvrzením, že „neznámý parametr leží v intervalu spolehlivosti s 95% pravděpodobností“, což však není z hlediska klasické „frekventistické“ teorie pravděpodobnosti korektní, jelikož po stanovení intervalu spolehlivosti neznámý parametr buď v tomto intervalu leží, anebo neleží, nelze však hovořit o pravděpodobnosti u jevu, který již nastal nebo nenastal. Podobný výrok však lze použít u analogických bayesovských intervalových odhadů zvaných konfidenční oblasti, protože bayesovská subjektivní interpretace pravděpodobnosti připouští, abychom mluvili o pravděpodobnosti jevu, který už nastal, ale není nám přesně známo, co se stalo.
Koncept intervalových odhadů a intervalů spolehlivosti definoval Jerzy Neyman roku 1937.

## Matematická formulace
Na základě výběru se počítají dvě statistiky, zn. {\displaystyle \theta ^{1}(X_{1},...,X_{n})} a {\displaystyle \theta ^{2}(X_{1},...,X_{n})} tak, aby platilo:
{\displaystyle P[\theta \leq \theta ^{1}(X_{1},...,X_{n})]\leq {\frac {\alpha }{2}}} a {\displaystyle P[\theta \geq \theta ^{2}(X_{1},...,X_{n})]\leq {\frac {\alpha }{2}}}

a tedy

{\displaystyle P[\theta ^{1}(X_{1},...,X_{n})\leq \theta \leq \theta ^{2}(X_{1},...,X_{n})]\geq 1-\alpha }
Dvojice statistik (θ1,θ2) splňující tento vztah {\displaystyle 100\cdot (1-\alpha )\%} se nazývá interval spolehlivosti.
Statistika {\displaystyle \theta ^{1}(X_{1},...,X_{n})} se nazývá dolní mez a statistika {\displaystyle \theta ^{2}(X_{1},...,X_{n})} horní mez intervalu spolehlivosti. Číslo α se nazývá koeficient spolehlivosti (nejčastěji tento koeficient nabývá hodnoty α = 0,05, α = 0,01, tzn. 95% interval spolehlivosti, resp. interval spolehlivosti 99 %).
Pokud chceme zjistit pouze horní a dolní mez, potom konstruujeme statistiky tak, aby

{\displaystyle P[\theta ^{1}(X_{1},...,X_{n})]\geq \alpha } nebo {\displaystyle P[\theta ^{2}(X_{1},...,X_{n})]\geq \alpha }

a hovoříme o dolním, resp. horním intervalovém odhadu nebo obecně o jednostranných intervalech spolehlivosti.

## Příklad: Použití v epidemiologii
Všechna data v epidemiologii (veterinární epidemiologie) mají tři položky: CI, M, SD (interval spolehlivosti, průměrnou hodnotu, odchylku od průměru).
Velká (populační) epidemiologie vychází z centrální limitní věty a vychází z normálního rozdělení, jelikož ve velké populaci platí zákony velkých čísel.
Nejvíce jedinců je uprostřed grafu, nejméně na jeho okraji. Střed grafu má hodnotu označenou jako M (mean), což je součet všech hodnot vydělený jejich počtem (aritmetický průměr).
- Jedna střední odchylka průměru (SD – Standard Deviation, směrodatná odchylka) zachycuje 68,2 % populace. To znamená, že interval spolehlivosti je 68,2 % (CI = 68,2)
- Dvě střední odchylky od průměru zachytí 95,4 % populace
- SD=3, CI 99,7 %

Tabulka udává násobitel „z“ pro Gaussovu distribuci a interval spolehlivosti (CI)
| Interval spolehlivosti CI | Odpovídající násobitel „z“ |
| ------------------------- | -------------------------- |
| 68,2 %                    | 1                          |
| 80 %                      | 1,28                       |
| 90 %                      | 1,65                       |
| 95 %                      | 1,96                       |
| 95,4 %                    | 2                          |
| 98 %                      | 2,33                       |
| 99 %                      | 2,58                       |
| 99,7 %                    | 3                          |

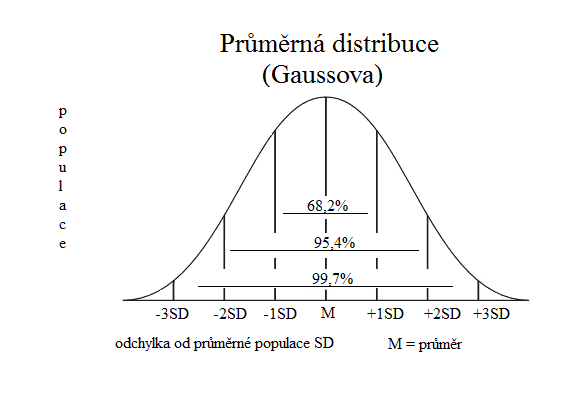
Gaussova distribuce pro epidemiology

Většinou se za nízkou jistotu, že se nemoc v populaci nevyskytuje (populace je zdravá), považuje pravděpodobnost 90 % či 95 %. Za velice dobrou hladinu jistoty, že se nemoc v populaci nevyskytuje, se považuje 99 % a více.
CI nám udává, pro jak velké procento populace výsledek platí. Nikdy nemůže platit pro celou populaci, vždy se najdou jedinci, kteří jsou průměru hodně daleko. Jinými slovy CI nikdy nemůže být 100 % (jen limitou sta procent).
Epidemiologové pracují i s malými populacemi. Princip, na kterém tyto výpočty stojí, se jmenuje T-distribuce neboli Studentova distribuce. Slovo „Student“ se používá na počest Williama Seallyho Gosseta, který se pod své práce podepisoval jako „student“ a poprvé popsal T-test. Čím více dat je k dispozici, tím více se bude T-distribuce podobat průměrné (Gaussově) distribuci. Podstata obou přístupů je stejná, rozdíly ve výsledcích jsou zanedbatelné.